# أغميون
أغميون هي قرية في مقاطعة سراب، إيران. عدد سكان هذه القرية هو 1,493 في سنة 2006.